# John Molo
Ne pas confondre avec le costumier anglais John Mollo (né en 1931).
Pour les articles homonymes, voir Molo.
John Molo (né en 1953 à Bethesda (Maryland) dans le Maryland) est un batteur de jazz et de rock. Il a joué avec beaucoup de différents groupe et musiciens  comme Bruce Hornsby and the Range, The Other Ones, Phil Lesh and Friends, John Fogerty, Keller Williams, Mike Watt, Paul Kelly, David Nelson, Jemimah Puddleduck,The Other Ones et Modereko.
Partenaire de longue date de Bruce Hornsby, Molo participera à une tournée, en compagnie de Creedence Clearwater Revival, au mitan des sannées 2000.